# Морска салата
Морската салата (Ulva lactuca) е зелено водорасло от семейство Ulvaceae.
Видът е широко разпространен в световния океан, включително и в Черно море. Обитава скални басейни от повърхността до 10 m дълбочина. Има висока толерантност към ниска соленост.

## Описание
Дължината на отделните водорасли може да варира от няколко сантиметра до над 1 m. Талусите са листовидни, намачкани, жилави и полупрозрачни. Цветът им варира от зелено до тъмнозелено. Расте прикрепен към твърда основа, но понякога се среща и свободно плаващ.
Обикновено расте в плитки води, често по места, богати на хранителни вещества, вливащи се с води от сушата, като по този начин показва замърсяване. Това често довежда до големи струпвания на морска салата по брега, където разлагането им произвежда метан, сероводород и други газове.

## Употреба
В Шотландия, морската салата се консумира като съставка в салати и супи.